# Thoracochaeta setifer
Thoracochaeta setifer är en tvåvingeart som beskrevs av Hayashi 2005. Thoracochaeta setifer ingår i släktet Thoracochaeta och familjen hoppflugor. Inga underarter finns listade i Catalogue of Life.